# Малая Храпь
Малая Храпь — деревня в Дедовичском районе Псковской области России. Входит в состав Вязьевской волости Дедовичского района.
Расположена на севере района, в 10 км к северо-западу от райцентра посёлка Дедовичи, на левом берегу реки Шелонь.

## Население
Численность населения деревни по оценке на 2000 год составляла 31 житель.

## История
До 1 января 2006 года деревня была в составе ныне упразднённой Погостищенской волости, а до 1998 года — административным центром упразднённого Большехрапского сельсовета Дедовичского района.